# لانسوئلا
لانسوئلا (به اسپانیایی: Lanzuela) یک شهرستان در اسپانیا است که در استان تروئل واقع شده‌است.

## خصوصیات
لانسوئلا ۱۴ کیلومترمربع مساحت و ۳۱ نفر جمعیت دارد.